# Густаво Морініго
Густаво Елісео Морініго Васкес (ісп. Gustavo Eliseo Morínigo Vázquez, нар. 23 січня 1977, Асунсьйон, Парагвай) — парагвайський футболіст, що грав на позиції півзахисника. Виступав за національну збірну Парагваю. По завершенні ігрової кар'єри — тренер.

## Клубна кар'єра
У дорослому футболі дебютував 1996 року виступами за команду клубу «Лібертад», в якій провів три сезони, взявши участь у 30 матчах чемпіонату.
Згодом з 2000 по 2007 рік грав у складі команд клубів «Гуарані» (Асунсьйон), «Лібертад», «Архентінос Хуніорс», «Депортіво Калі» та «Серро Портеньйо».
2007 року перейшов до клубу «Насьйональ», за який відіграв 4 сезони. Завершив кар'єру футболіста виступами за команду «Насьйональ» (Асунсьйон) 2011 року.

## Виступи за збірні
2001 року дебютував в офіційних матчах у складі національної збірної Парагваю. Протягом кар'єри у національній команді, яка тривала п'ять років, провів у формі головної команди країни 18 матчів, забивши три голи.
У складі збірної був учасником розіграшу Кубка Америки 2001 року в Колумбії, чемпіонату світу 2002 року в Японії та Південній Кореї.

## Кар'єра тренера
Розпочав тренерську кар'єру невдовзі по завершенні кар'єри гравця, 2012 року, очоливши тренерський штаб клубу «Насьйональ».
2015 року став головним тренером молодіжної збірної Парагваю, яку тренував один рік.
Останнім місцем тренерської роботи був клуб «Серро Портеньйо», головним тренером команди якого Густаво Морініго був протягом 2016 року.